# Rue des Bouquetins
La rue des Bouquetins est une voie de Toulouse, chef-lieu de la région Occitanie, dans le Midi de la France.

## Situation et accès

### Description
La rue des Bouquetins est une voie publique. Elle relie les quartiers des Trois-Cocus et de Borderouge.
Elle naît perpendiculairement au chemin des Izards, dans le prolongement de la rue des Chamois. Longue de 420 mètres, elle est d'abord orientée à l'est, puis, au débouché de la sente des Bouquetins, oblique au nord. Elle rencontre la rue Olympe-de-Gouges au niveau du rond-point Charles-Boyer, puis oblique à nouveau à l'est. Elle se termine au carrefour de la rue Edmond-Rostand. Elle est prolongée, à l'est, par l'avenue Maurice-Bourgès-Maunoury qui permet d'accéder au carré de la Maourine et au cœur du quartier de Borderouge.
La chaussée compte une voie de circulation automobile dans chaque sens. Elle appartient à une zone 30 et la vitesse y est limitée à 30 km/h. Il n'existe pas d'aménagement cyclable.

### Voies rencontrées
La rue des Bouquetins rencontre les voies suivantes, dans l'ordre des numéros croissants (« g » indique que la rue se situe à gauche, « d » à droite) :
1. Chemin des Izards
2. Rond-point Charles-Boyer
3. Rue Olympe-de-Gouges (g)
4. Rue Edmond-Rostand

### Transports
La rue des Bouquetins est desservie, entre le rond-point Charles-Boyer et la rue Edmond-Rostand, par la ligne de bus 41. À proximité se trouve le pôle d'échanges de Borderouge, qui s'organise autour de la station du même nom, sur la ligne de métro . À l'ouest, la rue des Bouquetins débouche sur le chemin des Izards, près de la sortie de la station Trois-Cocus, sur la même ligne de métro .
Il existe plusieurs stations de vélos en libre-service VélôToulouse : les stations no 248 (angle rue des Bouquetins-rue Edmond-Rostand) et no 283 (12 rue du Colonel-Paul-Paillole/place Micoulaud).

## Odonymie

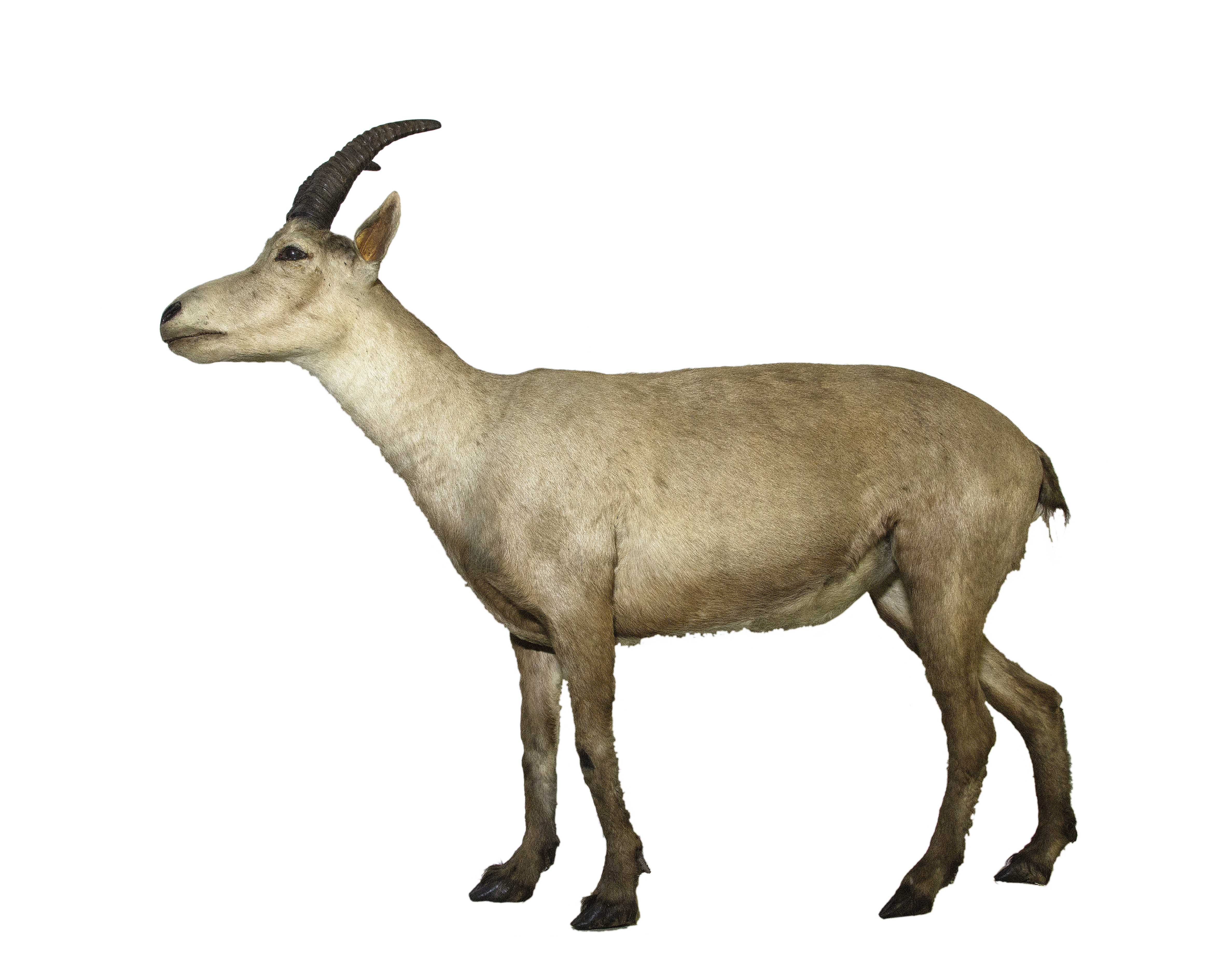
Spécimen naturalisé de bouquetin des Pyrénées (muséum de Toulouse).

Le bouquetin des Pyrénées (Capra pyrenaica pyrenaica) est une sous-espèce qui appartenait à la même sous-famille des Caprinés que le chamois (Rupicapra rupicapra) et l'izard (Rupicapra pyrenaica). Il est remarquable que le bouquetin des Pyrénées soit une sous-espèce officiellement éteinte depuis 2000, année où la rue actuelle a été aménagée.
La rue a pris le nom de rue des Bouquetins à cause de la proximité du chemin des Izards. Il s'agit cependant ici d'une confusion, puisque le chemin des Izards ne tient pas son nom de l'animal, mais d'une famille qui, au XVIIIe siècle, possédait une métairie qui se trouvait au lieu-dit de « la Croix des Izards » (actuel carrefour du chemin des Izards et du chemin de Boudou). En 1969, lors de l'aménagement de la cité des Izards, plusieurs voies nouvelles avaient déjà reçu des noms inspirés par le chemin des Izards, tels la rue des Chamois et la place des Faons.

## Patrimoine et lieux d'intérêt

### École maternelle Jean-Zay
L'école maternelle Jean-Zay (actuels no 5-7) s'élève sur une parcelle de 4 990 m2 à l'angle de la rue Olympe-de-Gouges. Elle est construite entre 2008 et 2009, sur les plans de l'architecte Olivier Cugullière. Le bâtiment accueille à l'origine un groupe scolaire complet – le groupe scolaire « Borderouge 3 » –, regroupant une école maternelle et une école élémentaire. Mais en 2018, à la suite de la forte croissance démographique du quartier, la municipalité décide la construction d'une nouvelle école élémentaire, à proximité (actuel no 23 rue Durand), tandis que les bâtiments de la rue des Bouquetins sont dévolus à la seule école maternelle. Ils sont d'ailleurs modifiés et rénovés entre 2018 et 2019.

### Espaces verts
- sente des Bouquetins.
La sente des Bouquetins est un des chemins piétonniers, arborés et paysagés, tracés dans le cadre de l'aménagement du nouveau quartier de Borderouge. Elle relie la rue des Bouquetins, au nord, le chemin des Izards, à l'ouest, la rue Edmond-Rostand et le chemin de Niboul, à l'est, et la rue du Colonel-Paul-Paillole, au sud. Elle cumule une superficie de 7 778 m2.

- sente 12.
La sente 12 est un des chemins piétonniers, arborés et paysagés, tracés dans le cadre de l'aménagement du nouveau quartier de Borderouge. Elle relie la rue des Bouquetins, au sud, la rue Edmond-Rostand, à l'est, et la rue Olympe-de-Gouges, à l'ouest et au nord. Elle cumule une superficie de 4 129 m2.